# هجوم تل أبيب 2011
هجوم تل أبيب: هو هجوم وقع في مدينة تل أبيب بتاريخ 29\8\2011 نفذه شاب فلسطيني يدعى (محمد صوفان) حيث قام بعملية دهس وطعن.

## الاحداث
صعد هاذا الشاب سيارة تاكسي إسرائيلي وعندما وصل تل أبيب قام الشاب بطعن سائق التاكسي الإسرائيلي ومن
ثما استولى على السيارة وبدء عملية دهس برجال الشرطة الإسرائيلية والمستوطنين الإسرائيليين وصدم السيارات الإسرائيلية ومن ثما ترجل الشاب الفلسطيني من السيارة وكان يردد «الله أكبر» وقام بطعن بعض من الإسرائيليين ولكن قام رجال الشرطة الإسرائيلية بأطلاق النار على الشاب مما أدى إلى إصابته وتم نقله إلى مستشفى «وولفسون» نتج عن العملية إصابة 8 إسرائيليين. 5 من رجال الشرطة الإسرائيلية و 3 مستوطنين إسرائيليين.

## ردود الفعل
- إسرائيل: قال قائد شرطة تل أبيب «أن الفضل يعود لرجال الشرطة لانهم أوقفوا المخرب عند حده وإلا كان الوضع أسوء»
- السلطة الفلسطينية: أدان رئيس السلطة محمود عباس هاذا الهجوم وقال«الرئاسة تدين أي هجوم ضد المدنيين الإسرائيليين».

ردود فعل دولية
- الولايات المتحدة الأمريكية: أدان البيت الأبيض الهجوم على المدنيين الإسرائيليين ودعى الفلسطينيين إلى ضبط النفس وعدم القيام بأعمال عنف.

## وصلات خارجية
- Terror Attack Outside Tel Aviv Nightclub Filled With 2,000 Teenagers – published on إيه بي سي نيوز on August 29, 2011
- Timeline of south Tel Aviv terror attack – published on the جيروزاليم بوست on August 29, 2011
- Palestinian wounds seven Israelis in Tel Aviv attack – published on the بي بي سي نيوز on August 29, 2011
- Palestinian Authority condemns Tel Aviv terror attack – published on واي نت on August 29, 2011
- Terror attack in Tel Aviv leaves eight wounded – published on هاآرتس on August 29, 2011
- US strongly condemns terror attack at Tel Aviv nightclub – published on the جيروزاليم بوست on August 30, 2011
- Israeli police: 7 wounded in Palestinian attack – published on أسوشيتد برس on August 28, 2011
- Police: Man plows into Israeli checkpoint, goes on stabbing spree – published on سي إن إن on August 29, 2011
- Nablus man who attacked TA club named as Muhammad Sa’afan – published on the جيروزاليم بوست on August 29, 2011